# Het Huis met de Pilaren
Het Huis met de Pilaren op Raadhuisstraat 10 in Bergen (Noord-Holland), is een rijksmonument. Het pand bestaat uit twee onderdelen, een pand met klokgevel uit 1787 aan de zijde van de Kerkstraat (Rijksmonument nr. 9043) en een voormalige winkel uit 1920 aan de zijde van de Raadhuisstraat (Rijksmonument nr. 520736). 

## Bouwgeschiedenis
Het gedeelte aan de Kerkstraat werd gebouwd in 1787. De eerste steen werd gelegd door Gerrit Willem Ivangh (1776-).
Het gedeelte aan de Raadhuisstraat, met de pilaren, werd in 1920 gebouwd in eclectische stijl, naar een ontwerp van de Amsterdamse architect A. Jacot, als uitbreiding van het pand met klokgevel uit 1787 op de hoek met de Kerkstraat. 
De pui aan de Raadhuisstraat heeft een kap waarvan de noklijn evenwijdig aan de straat ligt. Het dak is gedekt met rode Hollandse pannen. De pui bestaat uit een terug liggende gepotdekselde gevel met daarvoor een veranda. De veranda heeft op de rooilijn vijf op hardstenen basementen rustende zuilen, die het hoofdgestel ondersteunen van het overstekende dakschild op houten klossen. In het dakschild zijn twee platgedekte dakkapellen met meerruits raam aangebracht. In de houten gevel bevinden zich drie vensters met achtruits bovenlichten en een deur met liggend ruitmotief in het bovenlicht. 
Het pand aan de Kerkstraat werd in 1972 ingeschreven in het Rijksmonumentenregister. De inschrijving van het gedeelte aan de Raadhuisstraat vond plaats in maart 2001. De motivering was dat de (voormalige) winkel uit 1920 van algemeen belang is vanwege de architectuur- en cultuurhistorische waarde als uitbreiding van het rijksmonument nr. 9043 op de hoek. Door de pilaren is het een markant en beeldbepalend onderdeel in de gevelwand aan de Raadhuisstraat in het van rijkswege beschermde dorpsgezicht van Bergen.

## Gebruik
Het huis met de klokgevel was in het begin van de twintigste eeuw in gebruik bij de Berger Kunsthandel.
Tot 1935 was het gedeelte aan de Raadhuisstraat in gebruik als winkel. In 1934 werd nog een winkel in aardappelen en fruit van G. Wester in het Handelsregister ingeschreven. In april 1935 werd lunchroom De Bergerkring van J.Th.M. de Vries als nieuwe zaak op dit adres ingeschreven. In 1936 werden de winkel en het pand met klokgevel intern verbouwd en kreeg het pand een horecabestemming. In de volksmond heette het etablissement al snel "Het Huis met de Pilaren", maar in 1947 was de officiële naam nog Lunchroom Kennemerland. Het etablissement werd een ontmoetingsplaats van schrijvers, dichters, kunstenaars en schilders van de Bergense school. Een bekende gast was onder anderen dichter Adriaan Roland Holst. In 1947 ging het KunstenaarsCentrumBergen hier bijeenkomsten en exposities houden. Het KCB had een ingang aan de Kerkstraat 2. In 1964 trad Jacques Brel hier op.

## Trivia
- Tijdens het kerstdiner in 1964 liep in de eetzaal van het restaurant een aquarium van 360 liter, vol met forellen, leeg.[14]

- Rijksmonument: 520736